# Je Ne Sais Pas Pourquoi
Je Ne Sais Pas Pourquoi – singiel australijskiej piosenkarki Kylie Minogue Pochodzi on z płyty Kylie z 1988 roku. Tytuł jest w języku francuskim i znaczy po polsku "Ja nie wiem dlaczego". B-side tego singla to "Made In Heaven".

## Lista utworów
CD single

(PWCD21)
1. "Je Ne Sais Pas Pourquoi" (Moi Non Plus mix) – 5:55
2. "Made In Heaven" (Maid in England mix) – 6:20
3. "The Loco-Motion" (Sankie mix - long version) – 6:55

7-inch single

(PWL21)
1. "Je Ne Sais Pas Pourquoi" - 3:51
2. "Made in Heaven" - 3:24

12-inch single

(PWLT21)
1. "Je Ne Sais Pas Pourquoi" (Moi Non Plus mix) – 5:55
2. "Made In Heaven" (Maid in England mix) – 6:20

UK 12-inch single

(PWLT21R)
1. "Je Ne Sais Pas Pourquoi" (The Revolutionary mix) – 7:16
2. "Made In Heaven" (Maid in England mix) – 6:20

U.S. 12-inch single

(0-21247)
1. "Je Ne Sais Pas Pourquoi" (Moi Non Plus mix) – 5:55
2. "Je Ne Sais Pas Pourquoi" (The Revolutionary mix) – 7:16
3. "Made In Heaven" (Maid in England mix) – 6:20

## Wyniki na Listach Przebojów
| Lista Przebojów (1988)   | Pozycja na Liście |
| ------------------------ | ----------------- |
| Australian Singles Chart | 11                |
| French Singles Chart     | 15                |
| German Singles Chart     | 14                |
| Norwegian Singles Chart  | 10                |
| Swiss Singles Chart      | 24                |
| UK Singles Chart         | 2                 |